# كأس تونس 1998–99
كأس تونس لكرة القدم 1998-1999 هو الموسم رقم 43 منذ الاستقلال وال68 منذ إنشائه من كأس تونس لكرة القدم.

فاز بهذا الموسم الترجي الرياضي التونسي، وجاء ثانيا النادي الإفريقي.

## روابط خارجية
- الموقع الرسمي للجامعة التونسية لكرة القدم.